# Hermya yaanna
Hermya yaanna är en tvåvingeart som beskrevs av Sun 1994. Hermya yaanna ingår i släktet Hermya och familjen parasitflugor.
Artens utbredningsområde är Sichuan (Kina). Inga underarter finns listade i Catalogue of Life.